# Неделя
Неде́ля (в церковно-литургическом обиходе Русской церкви — седми́ца) — период времени в семь суток.
Семидневная продолжительность недели закреплена в Международном стандарте ISO 8601:
- неделя — интервал времени в семь дней (ISO 8601, пункт 2.2.9)[2].
- календарная неделя — интервал времени в семь дней, начинающийся с понедельника (ISO 8601, пункт 2.2.8)[2].

## Семидневная неделя

### Употребление слова
Слово «неделя» может обозначать:
- интервал времени в семь дней, отчисляемый от любого дня, например: «Мой брат совершил этот поступок за неделю до окончания школы»[3];
- интервал времени в семь дней, отчисляемый от понедельника (календарная неделя), например: «Всю эту неделю я ходила в институт»

### Этимология
Русское слово «неделя» восходит к праслав. *neděľa, скалькированному с др.-греч. ἄπρακτος ἡμέρα «нерабочий день» (от ἀ – не, πράσσω – делаю и ἡμέρα – день), и первоначально обозначавшему воскресенье, однако Максимилиан Фасмер был не согласен с этой версией и считал, что слово является калькой из лат. feria — «праздничный день» (нерабочий день, когда «не делают»), поскольку слово присутствует и в западнославянских языках, которые находились под влиянием римского католичества и практически не производили заимствований из греческого, в отличие от восточных и южных славян. Калька была создана на основе праслав. *ne dělati — «не делать». В своём первоначальном значении «день отдыха» известно и в настоящее время во всех славянских языках, кроме русского. В значении единицы счисления времени слово фиксируется уже в Остромировом евангелии (1057 год).
В семитских языках слово «неделя» (ивр. שבוע‎, араб. أسبوع‎) имеет такой же корень, как и слово «семь» (ивр. שבע‎, араб. سبع‎, ср.  церк.-слав. седмица).

### Религиозное объяснение
В Ветхом Завете содержится описание сотворения мира, в котором перечисляются следующие друг за другом дни творения: день один (Быт. 1:5), день второй (Быт. 1:8), день третий (Быт. 1:13), день четвёртый (Быт. 1:19), день пятый (Быт. 1:23), день шестой (Быт. 1:31). Вслед за этим Бог … почил в день седьмый от всех дел Своих, которые делал (Быт. 2:2), а также благословил … и освятил его (Быт. 2:3).
С религиозной точки зрения, семь дней творения послужили прообразом недели, к седьмому дню которой человек должен завершить свои дела и посвятить его Богу.

И сказал Господь Моисею: вот, Я одождю вам хлеб с неба, и пусть народ выходит и собирает ежедневно, сколько нужно на день, чтобы Мне испытать его, будет ли он поступать по закону Моему, или нет; а в шестой день пусть заготовляют, что принесут, и будет вдвое против того, по скольку собирают в прочие дни.— Исх. 16:4—5
Согласно представлениям христиан, недельный цикл не меняется со времён Моисея, законы которого требовали соблюдения субботы (Исх. 20:8—10, Втор. 5:12—14) как для отдыха (Втор. 5:14), так и в память о шестидневном сотворении мира (Исх. 20:11).

### Введение и распространение
Современная неделя включает 7 дней, что делает её самой большой общепринятой единицей времени, содержащей точное количество дней. Советский учёный-хронолог И. А. Климишин полагал, что подобная мера времени связана с изменением фазы Луны: «В самом деле, продолжительность синодического месяца составляет 29,53 суток, причём люди видели Луну на небе около 28 суток: семь дней продолжается увеличение фазы Луны от узкого серпа до первой четверти, примерно столько же — от первой четверти до полнолуния и т. д.». Можно считать, что недели образуют независимый календарь, используемый одновременно с различными другими календарями.
В I веке до н. э. благодаря календарной реформе Юлия Цезаря ею стали пользоваться в Древнем Риме, где она вытеснила 8-дневный римский базарный цикл нундины. Далее 7-дневная неделя распространилась по всей Западной Европе.
Благодаря европейской колонизации и последующей глобализации 7-дневная неделя стала применяться повсеместно даже в тех культурах, у которых ранее не было такой единицы времени.
С юридической точки зрения неделя впервые упоминается в кодексе Феодосия (321 год н. э.).
Также истории неизвестны факты нарушения периодичности следования дней недели. Периодичность не была нарушена ни при переходе на юлианский календарь, ни при переходе на григорианский календарь.

### Названия дней недели и порядок их следования
Считается, что самое первое, явное упоминание недели было в библейском тексте о сотворении мира.

Согласно Книге Бытия, Бог создавал мир шесть дней («день один», «день второй», «день третий», «день четвёртый», «день пятый», «день шестой», см. главу 1) и «почил в день седьмый от всех дел Своих» (см. главу 2).

#### «Библейские» названия
Числовые названия дней недели (с нумерацией, при которой воскресенье — первый день, а суббота — седьмой) отразились в некоторых языках и дошли до наших дней.
| День                                  | Первый день (Воскресенье)          | Второй день (Понедельник)              | Третий день (Вторник)                   | Четвёртый день (Среда)                      | Пятый день (Четверг)                | Шестой день (Пятница)                   | Седьмой день (Суббота)            |
| ------------------------------------- | ---------------------------------- | -------------------------------------- | --------------------------------------- | ------------------------------------------- | ----------------------------------- | --------------------------------------- | --------------------------------- |
| Иврит фонетика дословный перевод      | יום ראשון йом ришон день первый    | יום שני йом шени день второй           | יום שלישי йом шлиши день третий         | יום רביעי йом ревии день четвёртый          | יום חמישי йом хамиши день пятый     | יום שישי йом шиши день шестой           | יום שבת йом шаббат день покоя     |
| Латынь архаическая дословный перевод  | Dominica день Господень            | feria secunda день второй              | feria tertia день третий                | feria quarta день четвёртый                 | feria quinta день пятый             | feria sexta день шестой                 | sabbatum отдых                    |
| Греческий фонетика дословный перевод  | Κυριακή Кириаки Господень          | Δευτέρα Дефтера второй                 | Τρίτη Трити третий                      | Τετάρτη Тетарти четвёртый                   | Πέμπτη Пемти пятый                  | Παρασκευή Параскеви шестой              | Σάββατο Савато отдых              |
| Португальский дословный перевод       | domingo день Господень             | segunda-feira второй день              | terça-feira третий день                 | quarta-feira четвёртый день                 | quinta-feira пятый день             | sexta-feira шестой день                 | sábado отдых                      |
| Вьетнамский дословный перевод         | Chủ Nhật день Бога                 | Thứ Hai день второй                    | Thứ Ba день третий                      | Thứ Tư день четвёртый                       | Thứ Năm день пятый                  | Thứ Sáu день шестой                     | Thứ Bảy день седьмой              |
| Арабский фонетика дословный перевод   | يوم الأحد яум аль-ахад день первый | يوم الإثنين яум аль-иснейн день второй | يوم الثُّلَاثاء яум ас-суляса' день третий | يوم الأَرْبعاء яум аль-арби’а' день четвёртый | يوم الخَمِيس яум аль-хамис день пятый | يوم الجُمْعَة яум аль-джум’а день собрания | يوم السَّبْت яум ас-сабт день отдыха |
| Персидский фонетика дословный перевод | یکشنبه якшанбе один-суббота        | دوشنبه дошанбе два-суббота             | سه شنبه сешанбе три-суббота             | چهارشنبه чахаршанбе четыре-суббота          | پنجشنبه панджшанбе пять-суббота     | آدینه или جمه адинэ или джом’э собрание | شنبه шанбе суббота                |

#### Астрономическая символика в названиях дней недели
Большое влияние на практику именования дней недели оказал греческий астроном Веттий Валент. Согласно его учению, небесные тела последовательно друг за другом главенствуют в течение одного часа, и так продолжается круглые сутки. В качестве небесных тел были взяты в следующем порядке расположенные объекты: Сатурн, Юпитер, Марс, Солнце, Венера, Меркурий, Луна. Эти небесные тела были известны давно, так как видны невооружённым глазом, а их порядок впервые был установлен ещё греческими стоиками. Небесное тело, правящее первым часом, даёт имя дня.
Разберём на примере:
Если первый час суток управляется Сатурном (♄), то второй час управляется Юпитером (♃), третий — Марсом (♂), далее Солнцем (☉), Венерой (♀), Меркурием (☿) и Луной (☽). Эта последовательность планет повторяется каждые семь часов. Следовательно, двадцать пятый час, или первый час следующего дня, управляется Солнцем, а сорок девятый час, или первый час после следующего дня, управляется Луной. Таким образом, если день помечать планетой, которая управляет первым часом, то за днём Сатурна следует день Солнца, затем следует день Луны, Марса и так далее. Если взять воскресенье за начало недели, то получим следующее:
Солнце → Луна → Марс → Меркурий → Юпитер → Венера → Сатурн
Расчёты можно значительно облегчить, используя гептаграмму дней недели. Если первый день — день Солнца (☉), то следующий по часовой стрелке по линии — день Луны (☽), далее — день Марса (♂) и т. д.
Данное явление не могло не отразиться в названиях дней недели, которые дошли до нас во многих языках. Вот некоторые из них:
| День                                    | Воскресенье Солнце     | Понедельник Луна     | Вторник Марс           | Среда Меркурий              | Четверг Юпитер           | Пятница Венера           | Суббота Сатурн            |
| --------------------------------------- | ---------------------- | -------------------- | ---------------------- | --------------------------- | ------------------------ | ------------------------ | ------------------------- |
| Латынь классическая дословный перевод   | dies Solis день Солнца | dies Lunae день Луны | dies Martis день Марса | dies Mercurĭi день Меркурия | dies Jovis день Юпитера  | dies Venĕris день Венеры | dies Saturni день Сатурна |
| Китайский устаревший дословный перевод  | 日曜日 день Солнца     | 月曜日 день Луны     | 火曜日 день Марса      | 水曜日 день Меркурия        | 木曜日 день Юпитера      | 金曜日 день Венеры       | 土曜日 день Сатурна       |
| Японский дословный перевод              | 日曜日 день Солнца     | 月曜日 день Луны     | 火曜日 день Марса/огня | 水曜日 д. Меркурия/воды     | 木曜日 д. Юпитера/дерева | 金曜日 д. Венеры/золота  | 土曜日 д. Сатурна/земли   |
| Древнепортугальский дословный перевод   | domingo день Бога      | lues день Луны       | martes день Марса      | mércores день Меркурия      | joves день Юпитера       | vernes день Венеры       | sábado день отдыха        |
| Итальянский дословный перевод           | domenica день Бога     | lunedì день Луны     | martedì день Марса     | mercoledì день Меркурия     | giovedì день Юпитера     | venerdì день Венеры      | sabato день отдыха        |
| Испанский дословный перевод             | domingo день Бога      | lunes день Луны      | martes день Марса      | miércoles день Меркурия     | jueves день Юпитера      | viernes день Венеры      | sábado день отдыха        |
| Древневерхненемецкий дословный перевод  | Soldag день Солнца     | Monddag день Луны    | Tiusdag день Тюра      | Wodensdag день Вотана       | Donarsdag день Доннера   | Fridag день Фригг        | Sambaztac день Сатурна    |
| Древнеанглийский язык дословный перевод | Sunnandæg день Солнца  | Mōnandæg день Луны   | Tīwesdæg день Тюра     | Wōdnesdæg день Вотана       | Þunresdæg день Доннера   | Frīgedæg день Фригг      | Sæternesdæg день Сатурна  |

Многие народы адаптировали названия дней недели под свой язык и свою культуру.

#### Названия в славянских языках
До сих пор в богослужебных описаниях, расписаниях богослужений и календарях Русской православной церкви, использующих церковнославянский язык в литургической практике:
- седмица обозначает промежуток времени в семь суток, причём отсчёт начинается с воскресенья;
- неделя обозначает первый (воскресный) день седмицы[1].

В славянских языках слово «понедельник» указывает место этого дня в «седмице» (нынешней неделе): он следует после «недели» (нынешнего воскресенья). Воскресенье во всех славянских языках, кроме русского после первой половины XVIII века, называется «неделей» (пол. niedziela, укр. неділя, бел. нядзеля, чеш. neděle), то есть днём, когда «не делают», не работают. Некоторые дни недели пронумерованы: вторник, четверг, пятница.
В русском языке приняты следующие обозначения дней недели (в скобках — сокращённое написание) и порядок их следования:

понедельник (пн.), вторник (вт.), среда (ср.), четверг (чт.), пятница (пт.), суббота (сб.), воскресенье (вс.).

### Первый день недели
Воскресенье, согласно библейским текстам, — первый день Божьего сотворения мира, создания света. Поэтому воскресенье также издревле считается первым днём недели.
7 марта 321 года Константин I Великий, первый христианский император Рима, провозгласил «День Солнца» (воскресенье) днём отдыха.
Таким образом воскресенье стало впервые днём отдыха, и закрепило за собой статус первого дня недели. В христианских странах семидневная неделя начиналась с воскресенья. Россия не была исключением.
Во многих странах воскресенье до сих пор остаётся первым днём недели. В первую очередь к этим странам относятся страны Северной Америки, такие как США и Канада, страны Латинской Америки, Япония, и некоторые другие страны Азии и Африки.
Понедельник
Впервые и официально первым днём недели был объявлен в Советском Союзе.
26 июня 1940 года, после непопулярных реформ рабочей недели, вышел указ Президиума Верховного Совета СССР «О переходе на восьмичасовой рабочий день, на семидневную рабочую неделю и о запрещении самовольного ухода рабочих и служащих с предприятий и учреждений». Таким образом осуществился возврат к традиционной семидневной неделе. Причём во втором пункте указа значится: «Перевести во всех государственных, кооперативных и общественных предприятиях и учреждениях работу с шестидневки на семидневную неделю, считая седьмой день недели — воскресенье — днём отдыха».
То есть воскресенье стало седьмым днём недели, а понедельник стал первым. Многочисленные календари, выпущенные после опубликования указа, наглядно подтверждают это.
Впоследствии некоторые страны социалистического содружества переняли данное новшество. Так, с 1970 года понедельник стал началом недели в ГДР.
В 1972 году Дания разработала свой стандарт WS 2098, в котором понедельник считается первым днём недели, и с 1 января 1973 года перешла на современную неделю.
Также с 1 января 1973 года на неделю, начинающуюся с понедельника перешли Финляндия и Швеция.
В 1975 году ФРГ издала свой стандарт DIN 1355-1, в котором понедельник объявлен первым днём недели, и с 1976 года, первая среди стран Западной Европы, установила первым днём недели понедельник.
В 1978 году Организация Объединённых Наций рекомендовала всем странам сделать понедельник первым днём недели.
В настоящее время понедельник как первый день недели зафиксирован в Международном стандарте ISO 8601, пункт 2.2.8. Данный стандарт был впервые опубликован в 1988 году.
Во многих исламских странах Северной Африки и Ближнего Востока неделя начинается с субботы, так как днём религиозного собрания является пятница.

### Календарная неделя и её нумерация
В середине XX века возникла необходимость нумерации календарных недель. Дело в том, что иногда в производстве или в бухгалтерии удобней в качестве даты, например даты изготовления или недели оплаты, использовать комбинацию год и календарная неделя. Данная проблема была решена и отражена в международном стандарте ISO 8601.
Согласно рекомендациям международного стандарта ISO 8601 (пункт 2.2.10), который признают подавляющее большинство стран Европы и Азии, и Россия в том числе, первой неделей года считается неделя, содержащая первый четверг года, что эквивалентно следующим выражениям:
- неделя, содержащая 4 января;
- неделя, в которой 1 января это понедельник, вторник, среда или четверг;
- неделя, которая содержит как минимум четыре дня нового года.

Исходя из вышесказанного, можно сделать следующие выводы:
- не бывает неполных календарных недель, каждая календарная неделя содержит ровно семь дней;
- 4 января лежит всегда в первой календарной неделе;
- год, в котором 1 января и/или 31 декабря выпадает на четверг (это любой год, начинающийся в четверг, а также високосный год, начинающийся в среду), содержит 53 календарные недели, прочие годы — 52;
- 29, 30 и 31 декабря могут входить в первую календарную неделю следующего года;
- 1, 2 и 3 января могут входить в последнюю календарную неделю предыдущего года.

В США и Канаде принят другой принцип нумерации календарных недель. В основе лежат следующие два правила:
- каждое воскресенье начинается новая календарная неделя;
- 1 января, независимо от дня недели, начинается первая календарная неделя.

Исходя из этого, можно сделать следующие выводы:
- первая и последняя календарные недели могут быть неполными, то есть содержать меньше семи дней;
- каждый год, если он не високосный или 31 декабря выпадает не на воскресенье, имеет 53 календарные недели;
- если 31 декабря високосного года выпадает на воскресенье, то это воскресенье будет единственным днём 54-й календарной недели, а первая неделя такого года тоже будет состоять всего из одного дня — субботы 1 января (это довольно-таки редкий случай, последний раз был в 2000 году, а следующий раз будет в 2028 году).

Пример:
- Первая неделя 2000 года в России начинается в понедельник 3 января 2000 года. Год содержит 52 календарные недели[22].
- Первая неделя 2000 года в США начинается в субботу 1 января 2000 года и имеет всего 1 день. Год содержит 54 календарные недели[23].

### Русские поговорки
- Мели Емеля — твоя неделя.
- Семь пятниц на неделе.
- Без году неделя.

## Несемидневные недели
- В Древнем Египте по древнеегипетскому календарю год состоял из 36 недель по 10 дней каждая.

- В Римской империи были восьмидневные недели, так называемые нундины.

- У древних майя неделя состояла из 13 дней; также ими применялась 20-дневная неделя.

- Во многих регионах Западной и Центральной Африки (например, Королевство Конго) была распространена четырёхдневная неделя. Неделя состояла из 4 дней, месяц — из 7 недель, год — из 13 месяцев плюс 1 день. С приходом христианства новый календарь вытеснил старую календарную систему.
- После победы Французской революции в 1792 году был введён Французский революционный календарь с десятидневными неделями. В месяце было 30 дней и соответственно 3 декадные недели. В году было 12 месяцев, и для полноты в конце года добавлялись остаточные дни. 1 января 1806 года данный календарь был отменён по указу Наполеона.

- 26 августа 1929 года Совет Народных Комиссаров СССР, во время подготовки к первой пятилетке, издаёт постановление «О переходе на непрерывное производство в предприятиях и учреждениях СССР», следуя которому в Советском Союзе вводится пятидневная неделя («пятидневка»). В календарном году предусматривалось 360 дней и соответственно 72 пятидневки. Остальные 5 или 6 дней было решено считать праздничными.
- 21 ноября 1931 года Совет Народных Комиссаров СССР издаёт указ «О прерывной производственной неделе в учреждениях», следуя которому с 1 декабря 1931 года в Советском союзе пятидневная неделя заменяется на шестидневную с фиксированными днями отдыха, приходящимися на 6, 12, 18, 24 и 30 число каждого месяца.